# قره‌بلاغ (استان قزاقستان جنوبی)
قره‌بلاغ (قزاقی: Қарабұлақ) یک شهرستان در قزاقستان است که در استان ترکستان واقع شده‌است. قره‌بلاغ ۴۵۰۰۰ نفر جمعیت دارد.

## نگارخانه

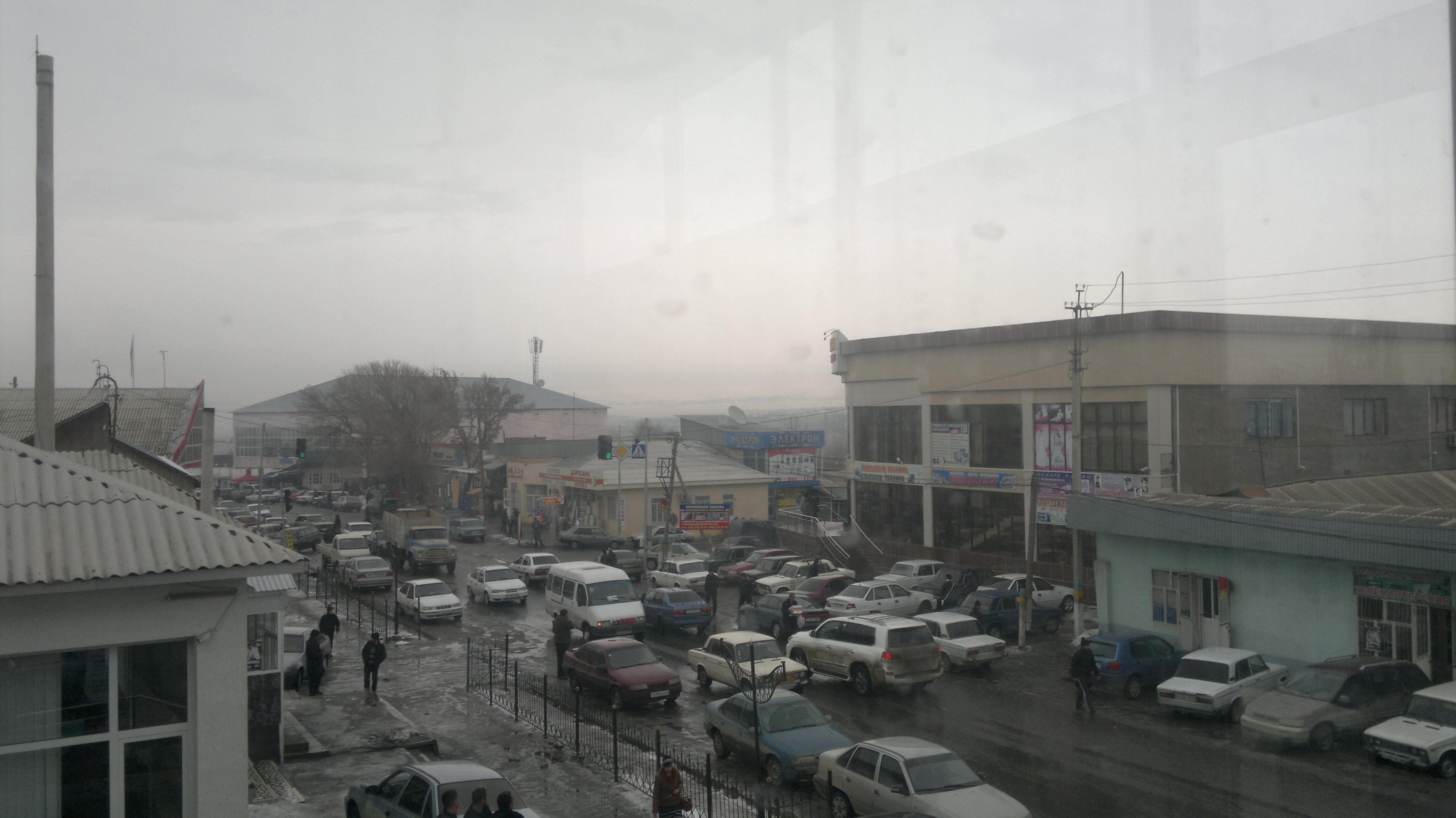
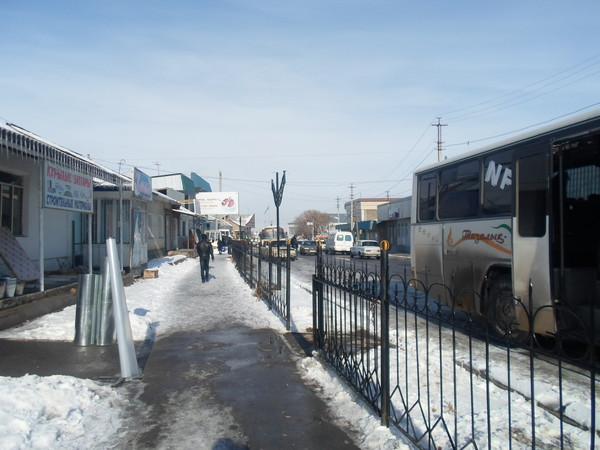
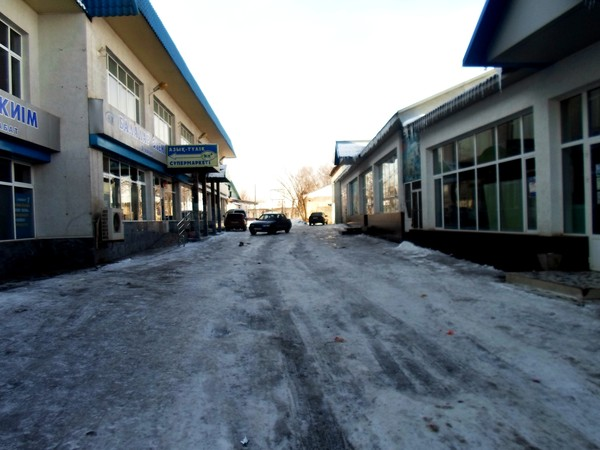
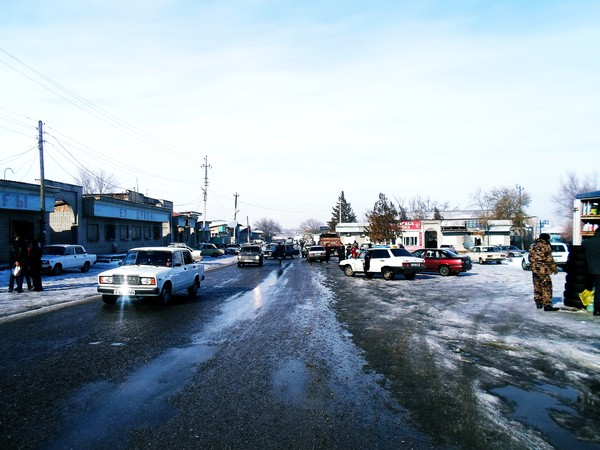
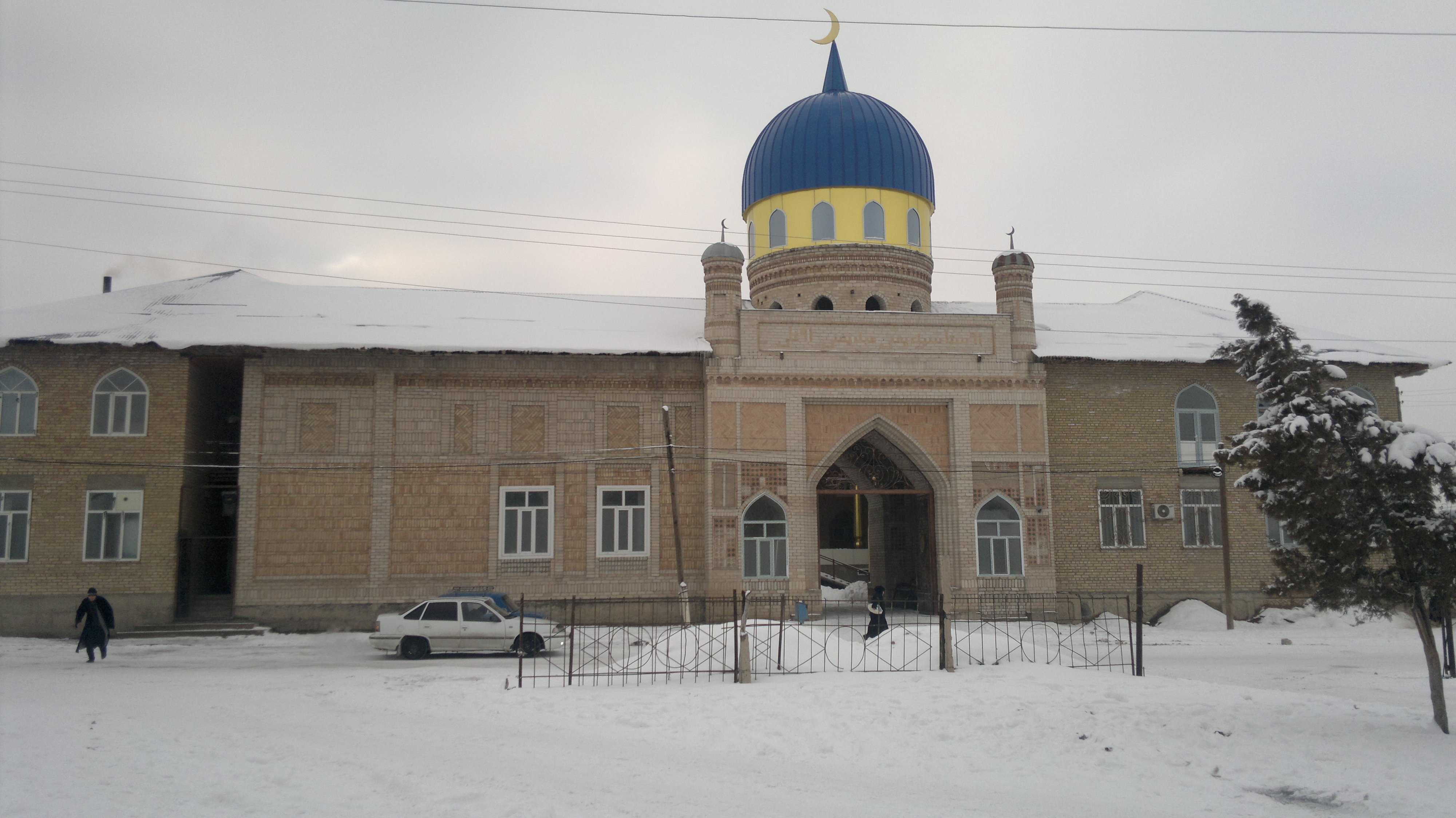
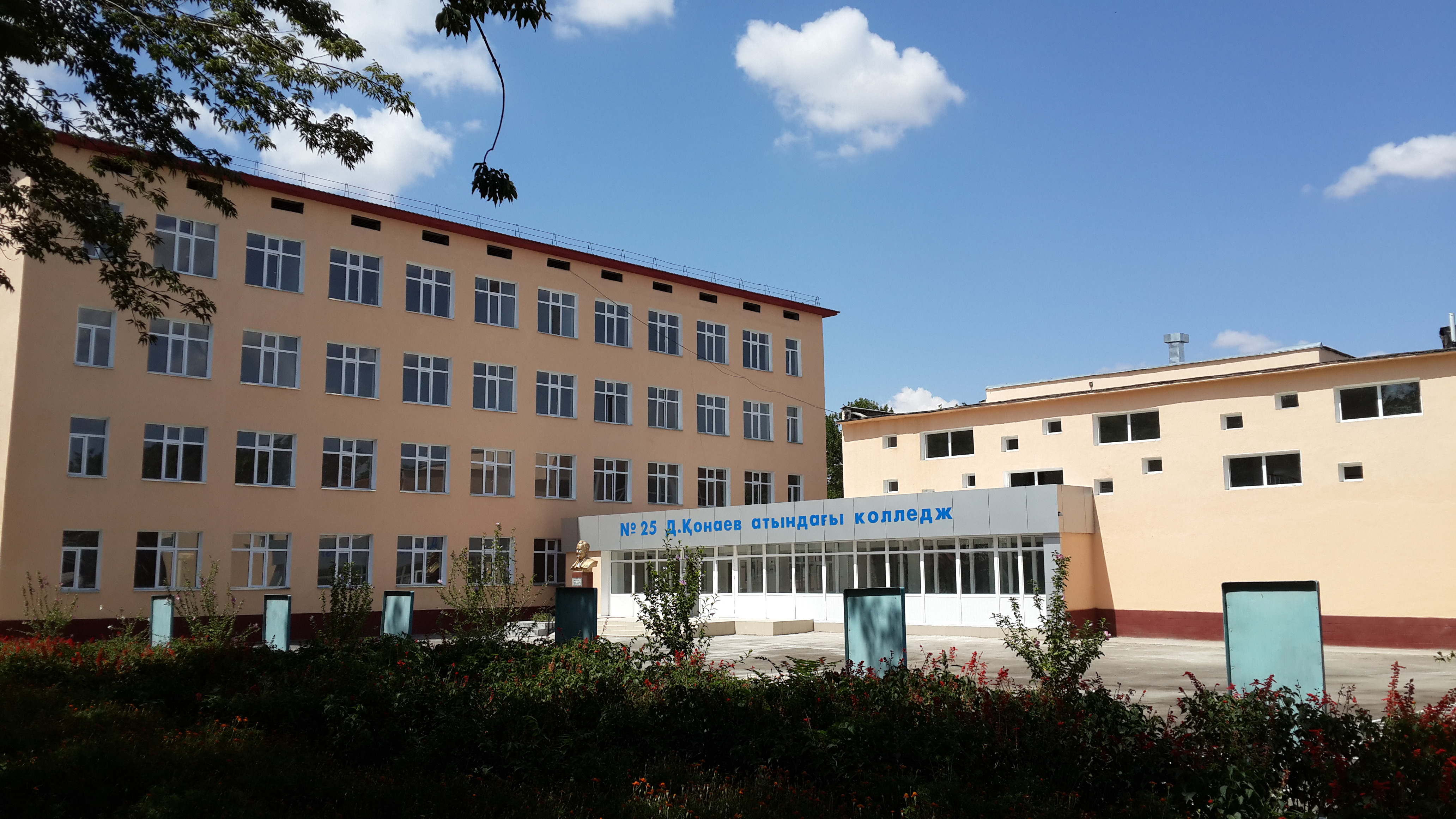
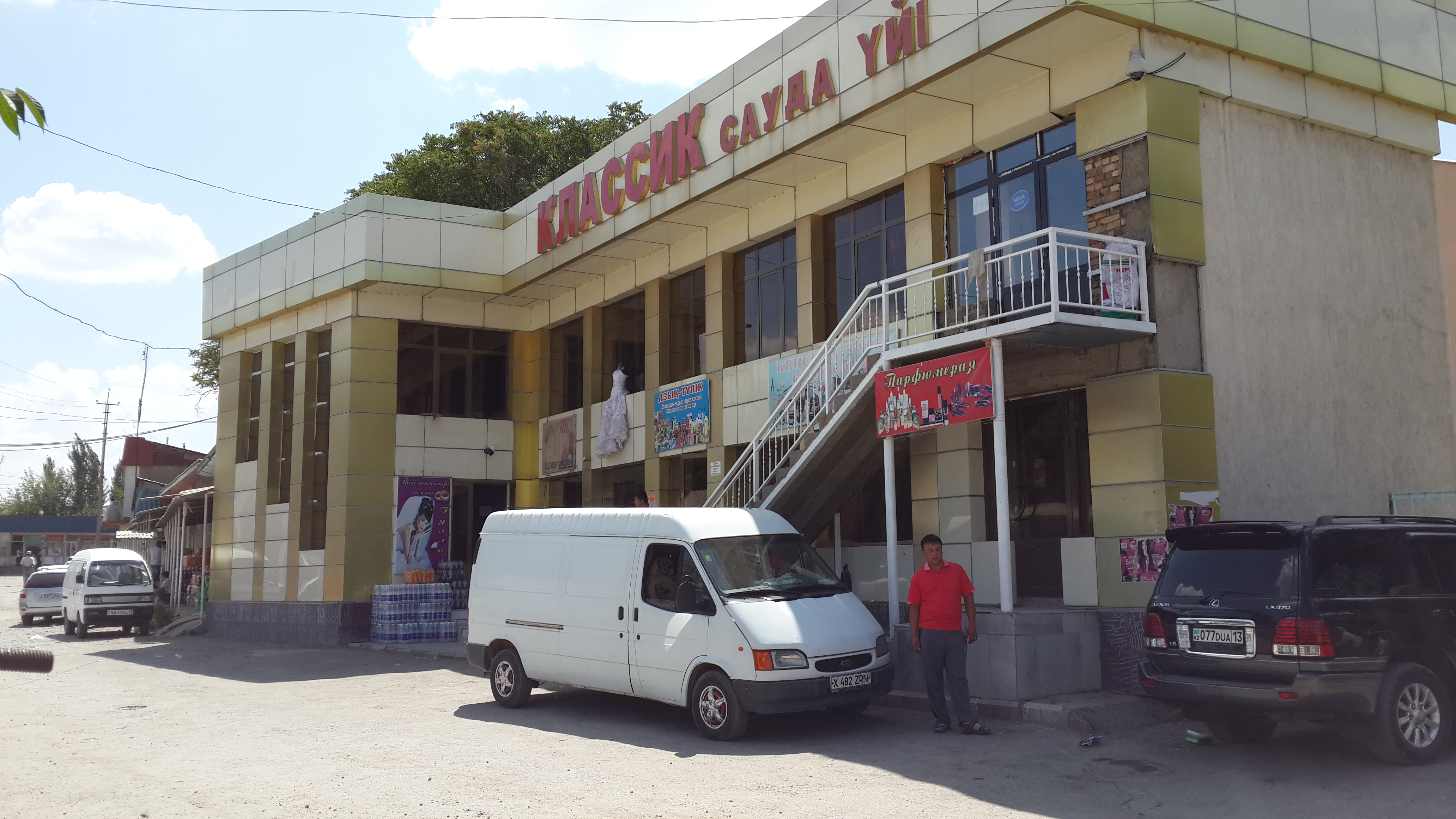
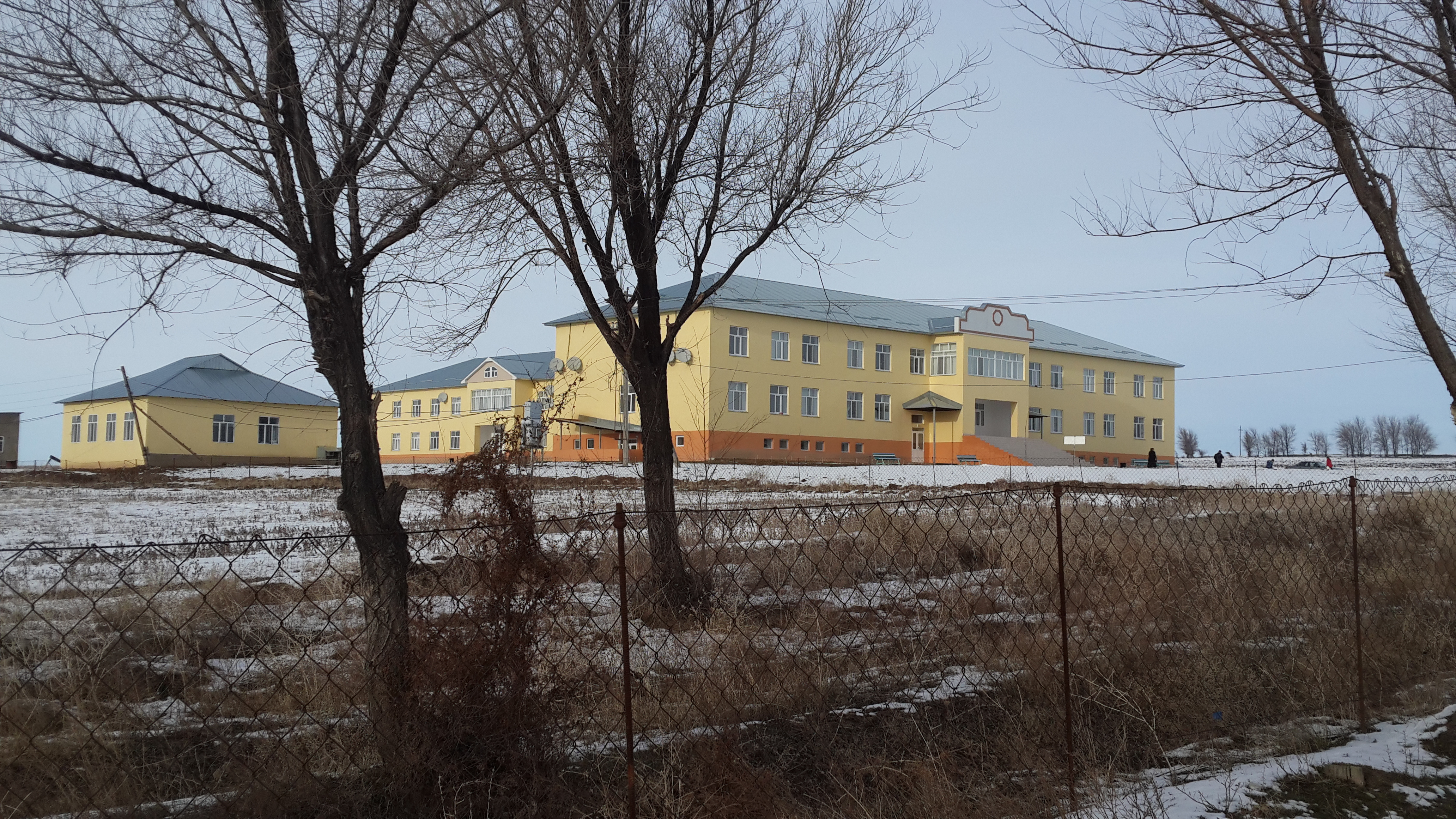
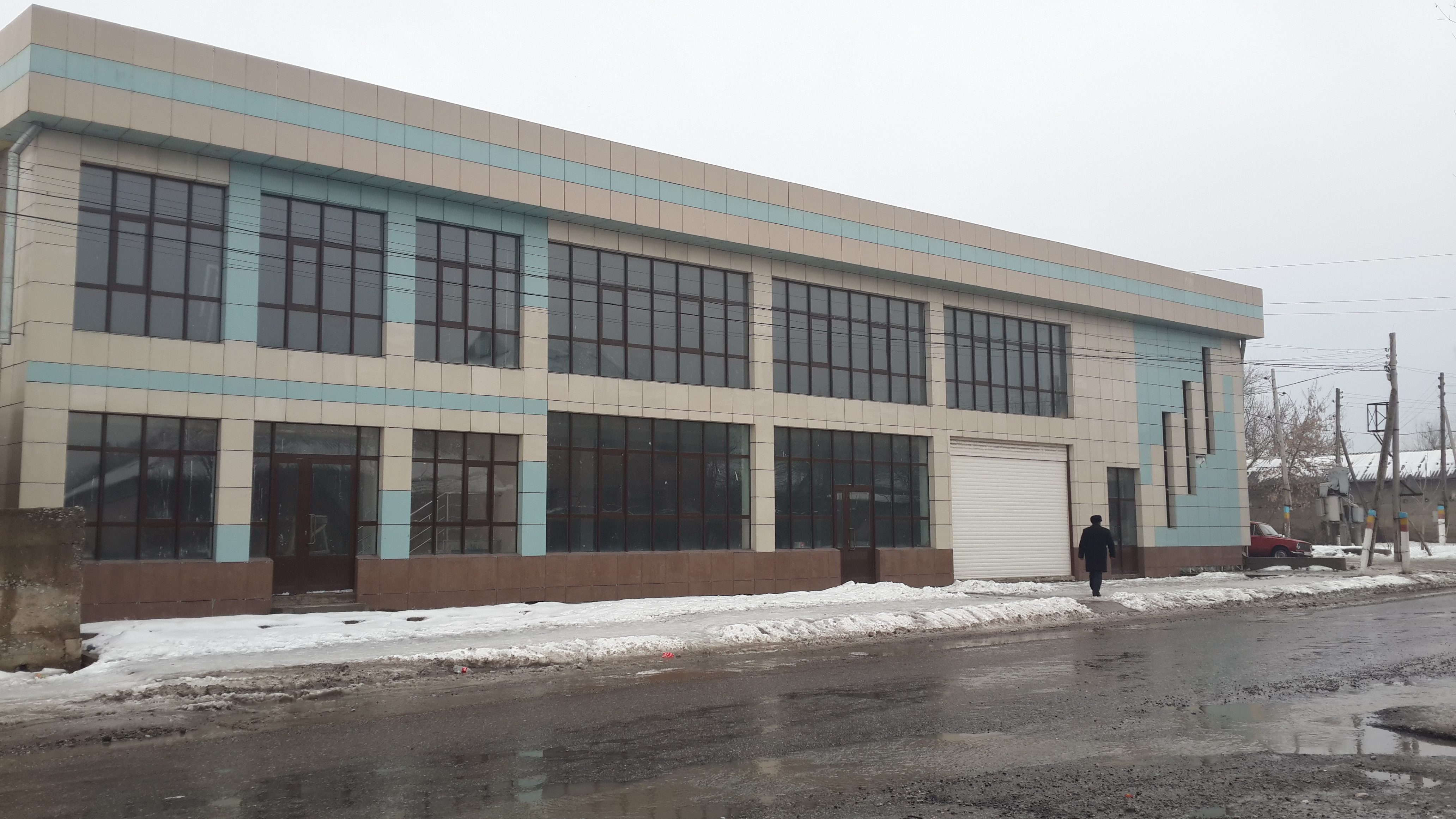
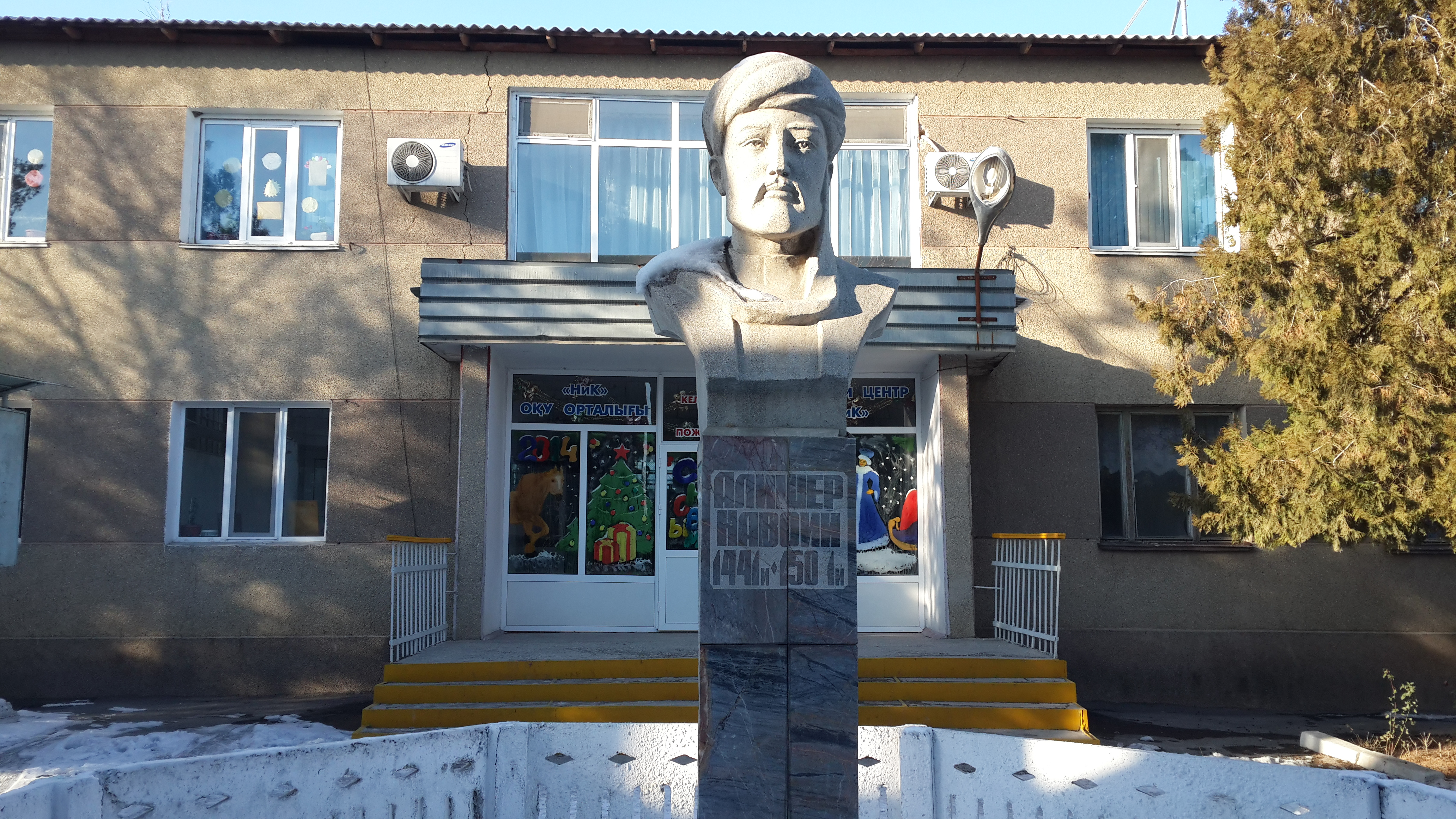
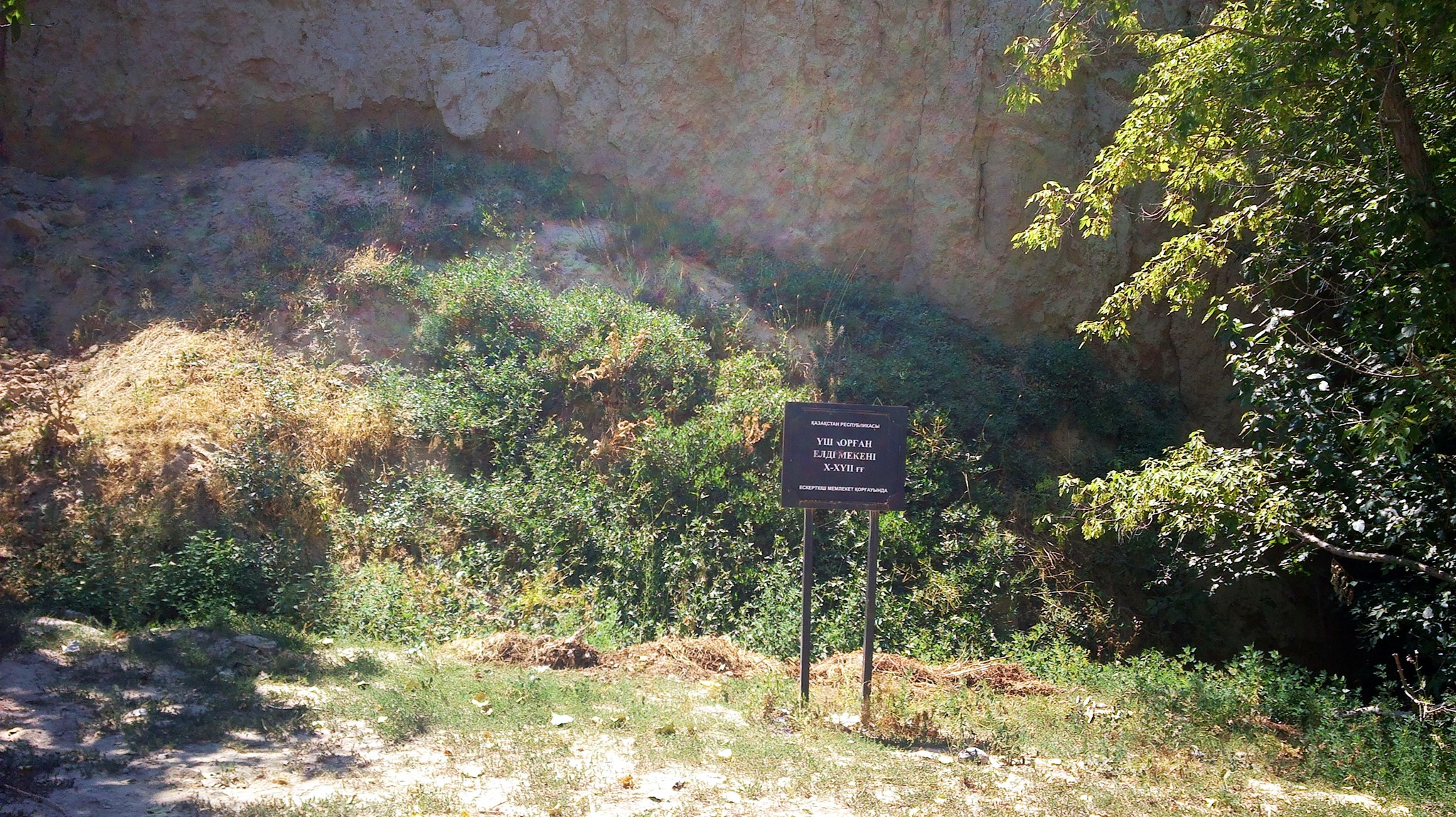